# Biopunk

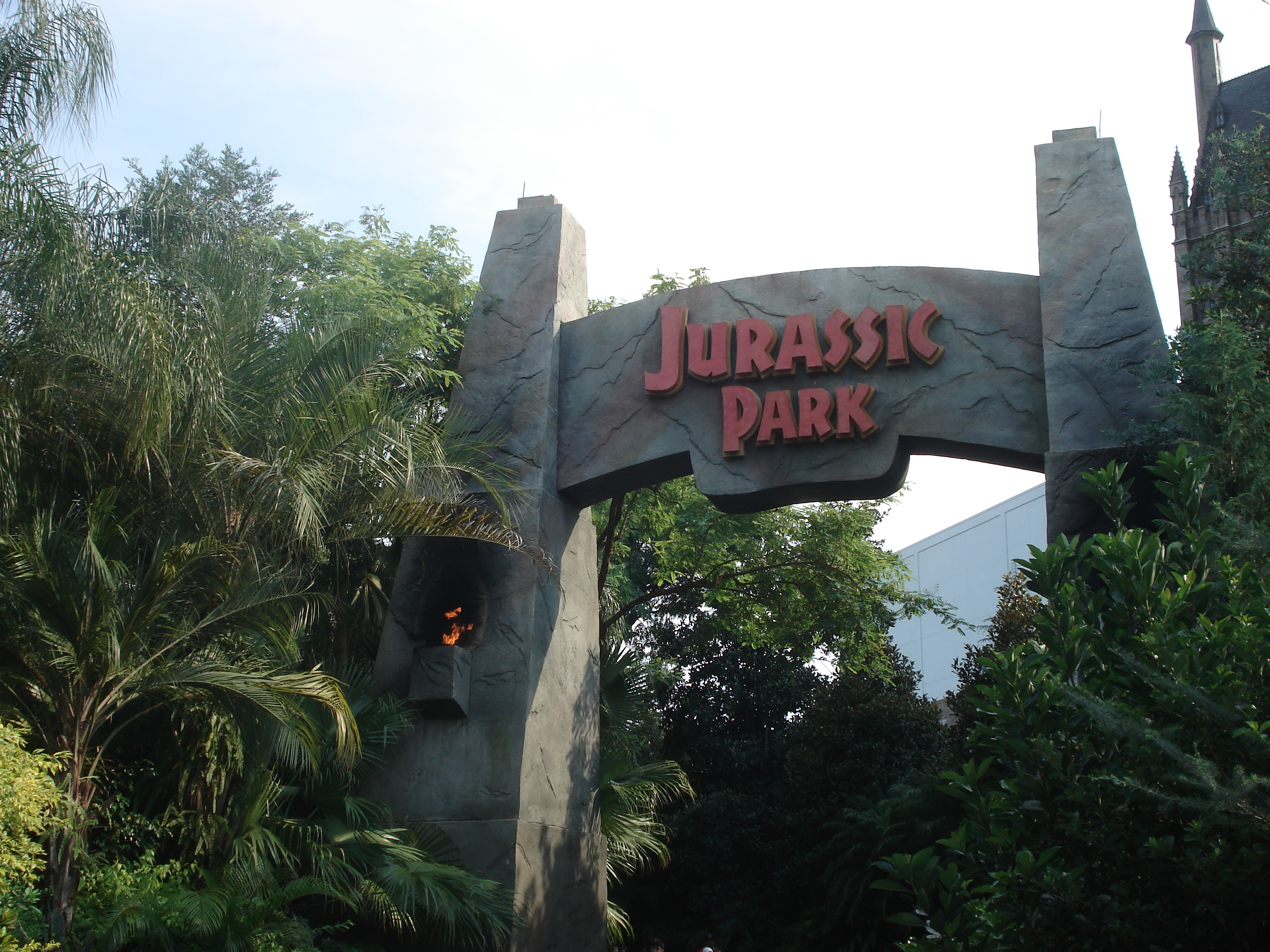
Photo de l'entrée du parc dans Jurassic Park.

Le biopunk est un courant littéraire né à la fin des années 1990. C'est un dérivé du cyberpunk, lui-même sous-genre de la science-fiction. Il s'agit d'un néologisme né de la contraction entre biotechnologie et cyberpunk.
Les thèmes principaux tournent donc autour des technologies du vivant (clonage, transgénèse, etc) qui prennent à notre époque une grande importance, tant dans la vie individuelle que dans les choix de société.

## Origine
Le biopunk est avant tout un genre de science-fiction. Il s'agit d'un courant dérivé du cyberpunk, construit principalement non pas, comme le cyberpunk, sur les technologies de l’information mais sur la biologie, l’autre discipline scientifique dominante de la fin du XXe siècle.
Ce genre hérite des caractéristiques combinées du cyberpunk et du postcyberpunk. Technologie étouffante, guerre des corporations, jungle urbaine, monstruosités humanoïdes, tout ceci est présent dans le futur biopunk ; l’idéalisme des premiers hackers, leur soif libertaire devenue auxiliaire de survie, s’est cependant estompé au profit d’un sens du compromis pragmatique. De même que certains pirates du software pouvaient vendre leurs services au plus offrant, le héros biopunk est parfois lié, malgré lui, à de riches et puissants acteurs économiques. La science n’ayant pas de vocation humaniste, le romantisme libertaire pèse peu devant la nécessité de survivre. Ce personnage-type est donc bien relativement solitaire, marginal, et scientifiquement surdoué, mais son côté sans foi ni loi l’amène généralement à ignorer l’odeur de l’argent, et à s’accommoder du monde qui est le sien, sans penser à le rendre meilleur.
Le linguiste américain Michael Quinion note que cette appellation n’a pas connu la même réussite que celle de cyberpunk, et doute qu’elle y parvienne jamais. Le terme reste relativement méconnu, et ses représentants sont assez peu nombreux.

## Littérature biopunk
- Si vous ne connaissez pas le sujet, laissez ce bandeau (vous pouvez alors contacter les auteurs).
- Si vous supprimez le contenu mis en cause (vous pouvez préalablement contacter les auteurs),

argumentez précisément cette suppression dans la page de discussion
(un manque de référence n'est pas un argument ; une recherche réelle de référence doit avoir été effectuée, être formellement documentée).

### Féerie
Le roman considéré comme le manifeste du biopunk est Féerie de Paul J. McAuley (1995, traduit en français en 1999). Il se déroule vers 2020, en Europe. Alex Sharkey, le héros, est pirateur de gènes ; il possède chez lui un petit labo avec ultracentrifugeuse, lyophilisateur, bioréacteur, et appareil à PCR ; il fabrique des rétrovirus, des virus à ARN psychoactif – hallucinogènes nouvelle génération. Contacté par la mafia locale, il est chargé d’un étrange travail : transformer les « poupées », ces humanoïdes artificiels sans conscience, entièrement fonctionnels, en êtres fertiles, par injection d’hormones de synthèse. Au fil de ses employeurs successifs, Alex multipliera les interventions sur les poupées, au point de les rendre entièrement vivantes et pensantes. Ces nouveaux êtres, incontrôlables par les humains mais manipulés par une instance invisible (que recherche Alex), sont appelés des « fées ». Chassées, elles trouvent refuge dans des lieux exotiques, que leur perception déformée par les psychovirus érige en décors édéniques. Le parc Eurodisney, déserté par les humains, devient ainsi une incarnation provisoire de Féerie.
Le récit est assez long, et l’intrigue se déploie, de façon inégalement passionnante, dans beaucoup de directions, mobilisant un nombre toujours plus grands de protagonistes et de communautés aux relations complexes et instables. L’essentiel est ailleurs, dans cette omniprésence de l’ingénierie génétique, de ses réalisations les plus visiblement réussies comme de ses conséquences les plus morbides. L’incessant lâcher dans la nature de nouveaux organismes au génotype trafiqué fragilise tous les équilibres, et menace chaque humain d’une contagion virale plus ou moins mortelle, et plus ou moins psycho-active. La « Croisade » réunit ainsi les hommes et les femmes infectées par un « mémogène » religieux, les poussant tous à prendre la route à la recherche de Féerie. Dans ce monde déréglé, chaotique, où la piraterie génétique généralisée enfante un univers rarement rassurant, Alex le bio-hacker trace sa route, poursuivant la femme qui l’a envoûté, et cherchant un milieu sain entre des humains à la dérive et des fées irresponsables. Armé de ses seules compétences de génie des biotechnologies et d’un bon réseau de compagnons excentriques, il tente de tirer son épingle du jeu, et d’incarner l’outsider venu déjouer les plans des uns et des autres.
Féerie est au biopunk ce que Neuromancien est au cyberpunk : la description d’un univers de référence, avec son style, ses détails caractéristiques, et sa mythologie. La comparaison est peut-être excessive, car Féerie n’est pas au même niveau que le roman de Gibson. Neuromancien reste une œuvre majeure pour trois raisons, qui manquent à Féerie : tout d'abord, l’effet de nouveauté, le caractère séminal de l’œuvre, la méthode inédite d’élaboration convaincante d’un univers, dont Féerie hérite mais qu’elle ne réinvente pas ; ensuite, la géniale anticipation du réseau informatique mondial, qui n'a aucun équivalent dans Féerie ; enfin, Gibson s’inscrit dans une tradition littéraire qui excède la science-fiction, privilégie la recherche formelle, et se pose en héritier de romanciers comme Thomas Pynchon ou Don DeLillo – démarche totalement étrangère à McAuley, dont le style reste celui d’une science-fiction « classique ». Néanmoins, Féerie est un thriller futuriste des plus crédibles, et un des premiers à mettre à ce point en avant les biotechnologies.

### Ribofunk
L’écrivain Paul Di Filippo, cyberpunk de la première heure (ayant participé à Mozart en verres miroirs, la célèbre anthologie de Bruce Sterling), a lui aussi tenté, à sa façon, d’infléchir le roman de science-fiction dans un sens plus « bio ». Il a écrit un manifeste à moitié sérieux, Ribofunk (Ribosome + Funk), où il explique brièvement pourquoi la science-fiction doit tourner le dos à son récent passé robotisant pour embrasser le mouvement de biologisation qui semble gagner toutes les sphères techno-scientifiques. Selon lui, la cybernétique n’apporte plus rien, les travaux de Norbert Wiener n’offrent plus de grille de lecture adaptée au monde contemporain, et le mot « cyber » ne veut plus dire grand-chose sauf pour les masses effrayées par Terminator et RoboCop. Il propose de remplacer le fameux préfixe par celui de « Ribo », diminutif de « ribosome » (organite cellulaire qui permet la traduction d'ARN-messagers en protéines). Il avance par ailleurs que le « punk » était une impasse, dont le seul horizon était l’autodestruction (les seuls prétendus punks encore vivants étant ceux qui n’ont pas encore reçu le message), il suggère de remplacer ce suffixe par « funk », au style plus chaleureux, plus sensuel et plus organique. Le « Ribofunk », dont quelques-uns des slogans sont « Mendel est mort pour vos péchés », « Écoutez vos mitochondries », est un genre de fiction spéculative qui reconnaît et illustre l’opinion selon laquelle la prochaine révolution, la seule qui importe, aura lieu dans le domaine de la biologie. Assez ironiquement, Di Filippo propose d’ « oublier la physique et la chimie ; ce ne sont que des outils pour explorer la matière vivante. Les ordinateurs ? De simples simulateurs et des modélisateurs de vie. La Cellule est Reine ! ».
À travers cette hiérarchisation des sciences, qui ne procède d’aucun parti pris méthodologique ou ontologique, mais esthétique, Di Filippo met en avant le « niveau de réalité » biologique, celui dans lequel s’exprime la puissance vitale, créatrice, de notre chaîne d’ADN, contre la mécanique froide des ordinateurs. Il célèbre le charnel, l’organique, l’impératif aveugle du corps, la faim, le sexe, contre le calcul, considérant que « l’intellectualité nous a mené aussi loin qu’elle le pouvait. » Le Ribofunk a ceci de « post-cyber » qu’il privilégie les ambiances chaudes, sensuelles, vitales, contre l’aspect glacial de la matière inerte robotisée.
L’auteur cite des prédécesseurs, notamment La Musique du sang de Greg Bear, et La Schismatrice de Bruce Sterling, dont la dernière partie, « Évolution en clades », est un hymne à la créativité génétique et à la spéciation.
Les nouvelles de Di Filippo participant de son projet « Ribofunk » ne sont pas traduites en français.

### Ouvrages principaux
- La Schismatrice (Schismatrix, 1985), roman de Bruce Sterling
- La Musique du sang (Blood Music, 1985), roman de Greg Bear
- Jurassic Park (Jurassic Park, 1990), roman de Michael Crichton, et sa suite
- Féerie (Fairyland, 1995), roman de Paul McAuley
- L'Énigme de l'univers (Distress, 1995), roman de Greg Egan
- Frère de Chair (Spares, 1996), roman de Michael Marshall Smith
- Le Siècle Biotech (The Biotech Century, 1998), essai de Jeremy Rifkin
- Ribofunk (1996), recueil de nouvelles de Paul Di Filippo[3]
- The Movement of Mountains (1989, roman) et The Brains of Rats (1988, recueil de nouvelles), de Michael Blumlein[4]
- Clade (2003) et Crache (2004), deux romans de Mark Budz (en)[5]
- White Devils (2004), roman de Paul J. McAuley[6],[7]
- Xenogenesis (1987-2000), cycle de trois romans d'Octavia E. Butler
- La Fille automate (The Windup Girl, 2009), roman de Paolo Bacigalupi[8]

## Autres supports

### Film et télévision
- Série Jurassic Park (depuis 1993)
- Série Resident Evil (depuis 2002)
- Æon Flux (2005)
- Akira (1988)
- Antiviral (2012)
- Au-delà du réel (1980)
- Blade Runner (1982)
- Bienvenue à Gattaca (1997) [9]
- Dark Angel (2000) [10]
- District 9 (2009)
- Dredd (2012)
- Elysium (2013)
- eXistenZ (1999)
- Frankenstein (1931)
- Ghost in the Shell (1995)
- L'Aventure Intérieur (1987)
- La Mouche (1986)
- L'Île du docteur Moreau (1977)
- L'Île du docteur Moreau (1996)
- Repo Men (2010)
- Robocop (1987)
- Splice (2009)
- Tetsuo (1989)
- Upgrade (2018)
- Videodrome (1983)
- Vesper (2022)

### Bandes dessinées, comics et mangas
- Doktor Sleepless (2007-présent), comic de Warren Ellis[11]
- Fluorescent Black (2008-2010), de M.F. Wilson et Nathan Fox[12]
- les Vénusiens de la série Gunnm last order.
- Deadman Wonderland (2007-2013), manga de Jinsei Kataoka, Kazuma Kondou
- Blame! (1998-2003), manga de Tsutomu Nihei

### Jeux vidéo
- Resident Evil (1996), développé et publié par Capcom
- Evolva (2000), développé par Computer Artworks Ltd. et publié par Interplay Entertainment
- Bioshock (2007-2013), développé par Irrational Games et publié par 2K Games
- Prototype (2009), développé par Radical Entertainment et publié par Activision.